# Prabumulih
Prabumulih ist eine indonesische autonome Stadt (indonesisch Kota) im Süden der Insel Sumatra. Sie gehört administrativ zur Provinz Sumatra Selatan (Süd-Sumatra) und hatte Ende 2023 fast 209.000 Einwohner.

## Geografie
Hinsichtlich ihrer Territorialfläche (0,52 % der Provinz) belegt die Stadt Platz 15 der 17 Verwaltungseinheiten der 2. Ebene (Kota/Kabupaten) bzw. Platz 7 aller 34 Kota auf der Insel Sumatra.

### Lage
Die Stadt liegt im Zentrum der Provinz, bis zur Provinzhauptstadt Palembang sind es ca. 75 km Luftlinie in nordöstlicher Richtung. Die Binnenstadt ist im Nordwesten vom Kabupaten Penukal Abab Lematang Ilir (in einer stark gewundenen Grenze) umgeben sowie im Südosten (auf nur ca. 3  km) vom Kabupaten Ogan Komering Ilir. Die übrigen Grenzen bildet der Kabupaten Muara Enim. Es werden folgende Koordinaten belegt: Zwischen 3° 18′ 59″ und 3° 34′ 56" s. Br. sowie zwischen 104° 07′ 29″ und 104° 21′ 06″ ö. L.

## Verwaltungsgliederung
Administrativ gliedert sich die Stadt in 6 Distrikte (Kecamatan) mit 37 Dörfern, von denen 25 als Kelurahan städtisch geprägt sind. In unterster Stufe werden die ländlichen Desa in 25 Dusun, die Kelurahan in 125 Rukun Warga (RW) und 559 Rukun Tetangga (RT) geteilt. Im Volkszählungsjahr 2020 wurden 46.495 Haushalte mit durchschnittlich 4,12 Personen pro Haushalt gezählt.
| Code 1   | Kecamatan Distrikt     | Ibu Kota Verwaltungssitz | Fläche (km²) | Einwohner Zensus 2010 2 | Volkszählung 2020 | Volkszählung 2020 | Volkszählung 2020 | Anzahl der Kel. 6 | Anzahl der Desa |
| Code 1   | Kecamatan Distrikt     | Ibu Kota Verwaltungssitz | Fläche (km²) | Einwohner Zensus 2010 2 | Einw. 3           | 0Dichte 40        | Sex Ratio 5       | Anzahl der Kel. 6 | Anzahl der Desa |
| -------- | ---------------------- | ------------------------ | ------------ | ----------------------- | ----------------- | ----------------- | ----------------- | ----------------- | --------------- |
| 16.74.01 | Prabumulih Barat       | Patih Galung             | 126,06       | 29.569                  | 30.588            | 242,6             | 103,19            | 5                 | 1               |
| 16.74.02 | Prabumulih Timur       | Prabujaya                | 65,43        | 57.044                  | 78.032            | 1.192,6           | 100,82            | 8                 | –00             |
| 16.74.03 | Cambai                 | Cambai                   | 73,54        | 15.952                  | 18.962            | 257,8             | 100,51            | 3                 | 2               |
| 16.74.04 | Rambang Kapak Tengah00 | Tanjung Rambang          | 132,66       | 10.881                  | 12.805            | 96,5              | 102,67            | 1                 | 8               |
| 16.74.05 | Prabumulih Utara       | Wonosari                 | 10,74        | 31.524                  | 31.673            | 2.949,1           | 99,57             | 5                 | –00             |
| 16.74.06 | Prabumulih Selatan     | Tanjung Raman            | 48,55        | 17.014                  | 21.136            | 435,3             | 102,39            | 3                 | 1               |
| 16.74    | Kota Prabumulih        | Kota Prabumulih          | 456,98       | 161.984                 | 193.196           | 422,8             | 101,25            | 25                | 12              |

## Demografie

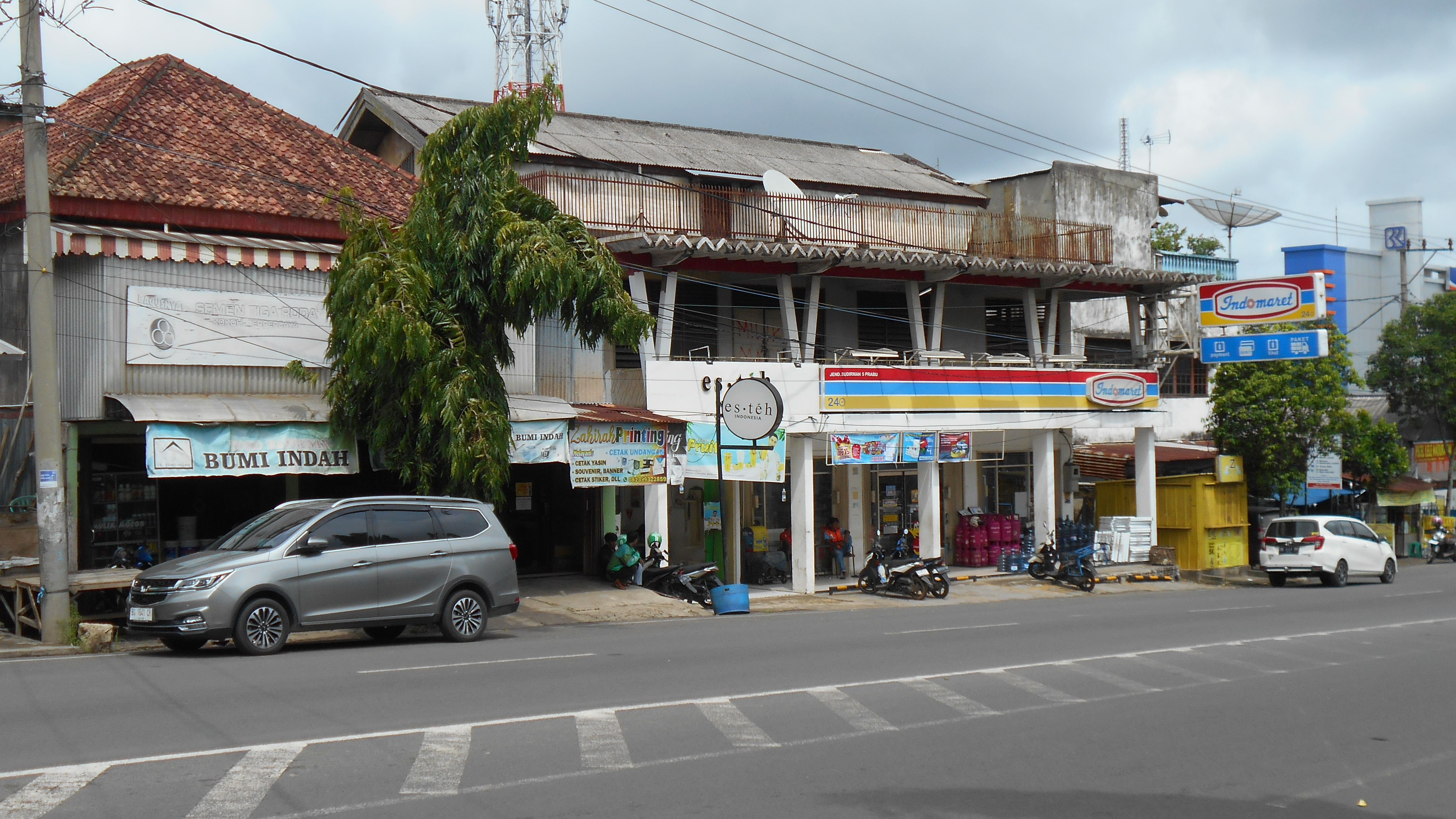
Straßenszene in der Sudirman Straße

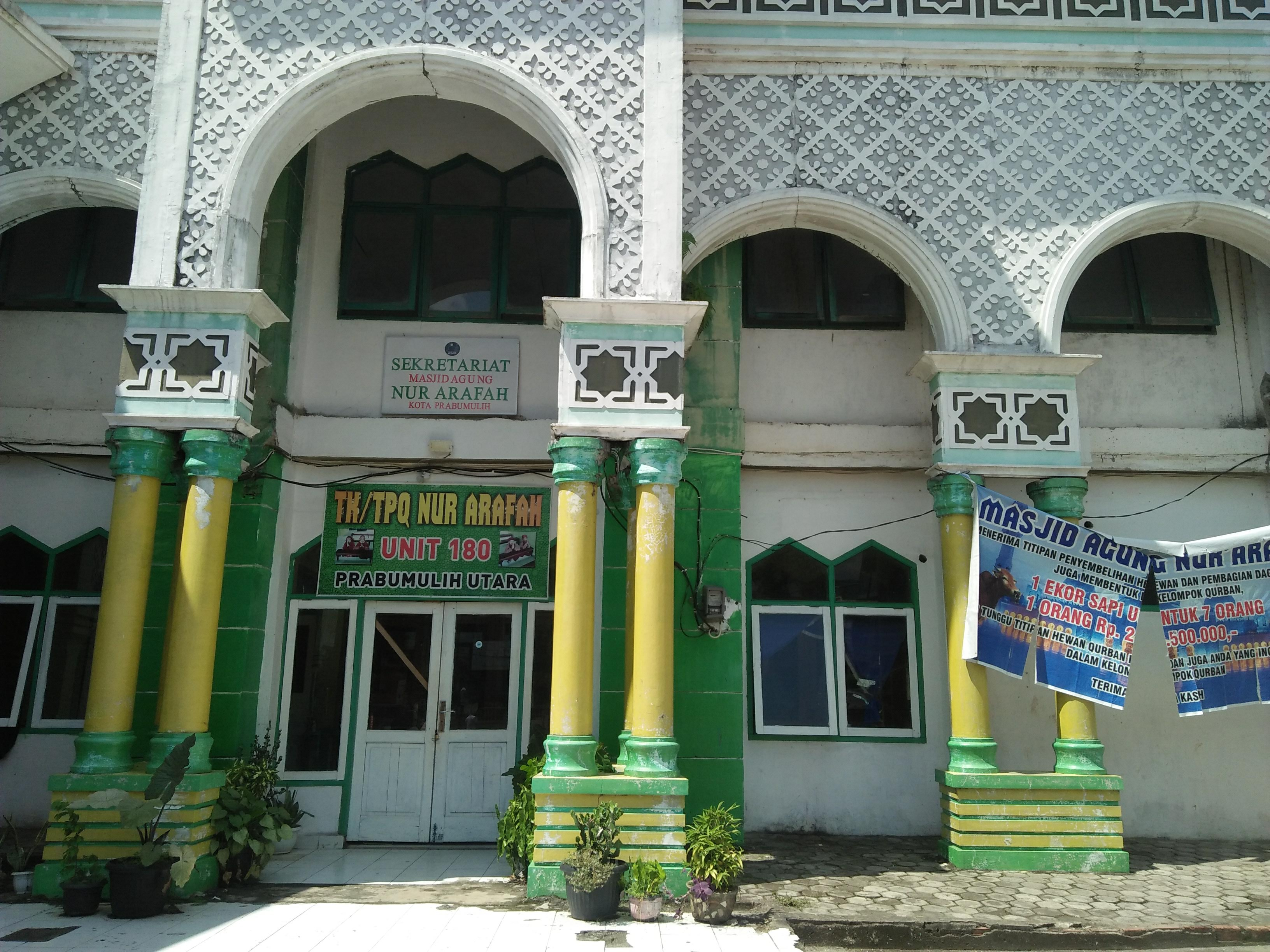
Der Eingang zur Moschee Nur Arafat

Hinsichtlich seiner Bevölkerung belegt Prabumulih (mit 2,35 % der Provinz) Platz 15 aller 17 Verwaltungseinheiten der 2. Stufe (Kabupaten/Kota) der Provinz. Bezogen auf alle 120 Kabupaten der Insel Sumatra bedeutet dies Rang 17. Die Bevölkerungsdichte von 467,2 Einw. je km² ist die dritthöchste der Provinz.
Der Frauenanteil hat sich zwischen den beiden Volkszählungen 2010 und 2020 sowie zum Jahresende nur unwesentlich verändert und auf Werte unterhalb von 50 Prozent eingepegelt.
| Religion im Jahr 2020 | Religion im Jahr 2020 | Religion im Jahr 2020 | Religion im Jahr 2020 |
| Religion              | Anzahl                | Anteil (%)            | Gebäude               |
| --------------------- | --------------------- | --------------------- | --------------------- |
| Islam                 | 153.779               | 98,03                 | 216 1                 |
| Christen insg.        | 00.1.403 2            | 00,89                 | 0008                  |
| Davon:                |                       |                       |                       |
| Protestanten          | 00.0853               | 00,54                 | 0007                  |
| Katholiken            | 00.0550               | 00,35                 | 0001                  |
|                       |                       |                       |                       |
| Hindus                | 00.0143               | 00,09                 | 000–                  |
| Buddhisten            | 000.1.538             | 00,98                 | 0002                  |

| Jahr | Gesamt- bevölkerung | Männer    | %      | Frauen    | %      |
| ---- | ------------------- | --------- | ------ | --------- | ------ |
| 2010 | 0161.984            | 00081.537 | 050,34 | 00080.447 | 049,66 |
| 2020 | 0193.196            | 00097.197 | 050,31 | 00095.999 | 049,69 |
| 2023 | 0208.971            | 00105.225 | 050,45 | 00103.746 | 049,65 |

### Soziale Daten 2020
| Merkmal                                                            | Kota Prabumulih | 0Prov. Sumatra Selatan0 |
| ------------------------------------------------------------------ | --------------- | ----------------------- |
| Bevölkerung unterhalb der Armutsgrenze (Tsd.)0                     | 21,83           | 302,58                  |
| Anteil der „armen Bevölkerung“ (indonesisch Penduduk miskin) (%)00 | 011,59          | 15,03                   |
| Arbeitslosenrate (%)                                               | 06,64           | 04,18                   |
| Lebenserwartung bei der Geburt (Jahre)                             | 73,72           | 69,35                   |
| HDI-Index                                                          | 74,55           | 71,40                   |
| Analphabetenrate (in %, 15+ J.)                                    | 01,01           | 01,99                   |

## Geschichte
Durch das Regierungsgesetz Nr. 6 wurde im Jahr 2001 die autonome Stadt Prabumulih gebildet, politisch gleichberechtigt mit den bereits bestehenden Regierungsbezirken der Provinz Sumatra Selatan. Bereits im Jahr 1982 war die Verwaltungsstadt (indonesisch Kota Adminmistratif) im Kabupaten Muara Enim entstanden, von dem sie nun ausgegliedert wurde. Zur Bildung gelangten vier Kecamatan, die Kecamatan Prabumulih Utara und Prabumulih Selatan wurden später gebildet (Regionalanweisung, PERDA 7/2007). Durch die Bildung der neuen Stadt wurde der „Mutterbezirk“ in zwei Teile gespalten: einen kleinen nordöstlichen Teil (mit 6 Kecamatan) und einen größeren, südwestlich davon gelegenen mit 16 Kecamatan.

### Aktuelle Daten der Bevölkerungsfortschreibung
Nachfolgende Tabelle gibt den Einwohnerstand nach Geschlecht vom Jahresende 2022 und 2023 wieder. Er resultiert aus den Ergebnissen der Fortschreibung durch die örtlichen Zivilregistrierungsbüros (Disdukcapil, indonesisch Dinas Kependudukan dan Pencatatan Sipil) und kann in einer interaktiven Karte abgerufen werden
| Kecamatan              | 31.12.2022 | 31.12.2022 | 31.12.2022 | Fläche km² | 31.12.2023 | 31.12.2023 | 31.12.2023 | 31.12.2023         | 31.12.2023          |
| Kecamatan              | 0Insg.     | männl.     | weibl.     | Fläche km² | 0Insg.     | männl.     | weibl.     | Dichte [Einw./km²] | Sex Ratio [M*100/F] |
| ---------------------- | ---------- | ---------- | ---------- | ---------- | ---------- | ---------- | ---------- | ------------------ | ------------------- |
| Prabumulih Barat       | 31.555     | 15.965     | 15.590     | 101,29     | 32.107     | 16.264     | 15.843     | 317,0              | 102,66              |
| Prabumulih Timur       | 83.048     | 41.753     | 41.295     | 65,98      | 85.711     | 43.092     | 42.619     | 1.299,0            | 101,11              |
| Cambai                 | 20.299     | 10.173     | 10.126     | 55,01      | 21.017     | 10.587     | 10.430     | 382,1              | 101,51              |
| Rambang Kapak Tengah00 | 13.800     | 6.949      | 6.851      | 117,71     | 14.203     | 7.154      | 7.049      | 120,7              | 101,49              |
| Prabumulih Utara       | 32.563     | 16.252     | 16.311     | 15,09      | 33.056     | 16.560     | 16.496     | 2.190,6            | 100,39              |
| Prabumulih Selatan     | 22.378     | 11.285     | 11.093     | 53,04      | 22.877     | 11.568     | 11.309     | 431,3              | 102,29              |
| Kota Prabumulih        | 203.643    | 102.377    | 101.266    | 408,12 1   | 208.971    | 105.225    | 103.746    | 512,0              | 101,43              |

## Verzeichnis der Kelurahan
Die nachfolgende Liste gibt den Einwohnerstand zum Jahresende 2022 (Semester II/2022) und genau ein Jahr später für alle Kelurahan in sder Stadt Prabumulih wieder. Die Einwohnerzahl von 24 Kelurahan stieg innerhalb eines Jahres um 935 Einwohner.
Neben der Fläche und den Einwohnerzahlen sind auch deren Zugehörigkeiten zu den fünf Kecamatan aufgeführt, ebenso die errechneten Ergebnisse der Bevölkerungsdichte (in Einw. je km²) sowie des Geschlechterverhältnisses (Sex Ratio). Als erste Spalte ist der Strukturcode des indonesischen Innenministeriums angegeben. Er gibt gleichfalls Aufschluss über die Zugehörigkeit der Dörfer zu den übergeordneten Verwaltungsebenen: Die ersten drei Zahlenpärchen werden durch Punkte getrennt und geben die Provinz, den Regierungsbezirk (Kabupaten) und den Distrikt (Kecamatan) an. Als letztes folgt nach einem weiteren Trennungspunkt der vierstellige „Dorfcode“ – wobei städtisch geprägte Kelurahan immer mit 1 und „normale“ (ländliche) Desa mit einer 2 beginnen. Die Statistikseiten von BPS (Badan Pusat Statistik) verwenden eine andere Nomenklatur, auf die hier nicht näher eingegangen werden soll, da sie nur bei den Volkszählungen Anwendung findet.
Wie bei vorstehender Tabelle entstammen alle Daten der Fortschreibung durch die örtlichen Zivilregistrierungsbüros (Disdukcapil).
| Struktur- code | Kecamatan              | Kelurahan           | Bevölkerung am Jahresende 2022 | Bevölkerung am Jahresende 2022 | Bevölkerung am Jahresende 2022 | Bevölkerung am Jahresende 2022 | Bevölkerung am Jahresende 2023 | Bevölkerung am Jahresende 2023 | Bevölkerung am Jahresende 2023 | Bevölkerung am Jahresende 2023 | Bevölkerung am Jahresende 2023 |
| Struktur- code | Kecamatan              | Kelurahan           | Fläche (km²)                   | Gesamt                         | männlich                       | weiblich                       | Gesamt                         | männlich                       | weiblich                       | Dichte                         | Sex Ratio                      |
| -------------- | ---------------------- | ------------------- | ------------------------------ | ------------------------------ | ------------------------------ | ------------------------------ | ------------------------------ | ------------------------------ | ------------------------------ | ------------------------------ | ------------------------------ |
| 16.74.01.1001  | Prabumulih Barat       | Prabumulih          | 3,73                           | 6.774                          | 3.409                          | 3.365                          | 6.829                          | 3.445                          | 3.384                          | 1.830,8                        | 101,80                         |
| 16.74.01.1007  | Prabumulih Barat       | Patih Galung        | 37,03                          | 11.495                         | 5.823                          | 5.672                          | 11.707                         | 5.935                          | 5.772                          | 316,1                          | 102,82                         |
| 16.74.01.1009  | Prabumulih Barat       | Muntang Tapus       | 1,46                           | 3.650                          | 1.807                          | 1.843                          | 3.673                          | 1.820                          | 1.853                          | 2.515,8                        | 98,22                          |
| 16.74.01.1011  | Prabumulih Barat       | Gunung Kemala       |                                | 3.337                          | 1.705                          | 1.632                          | 3.396                          | 1.735                          | 1.661                          | –                              | 104,46                         |
| 16.74.01.1012  | Prabumulih Barat       | Payuputat           |                                | 4.404                          | 2.283                          | 2.121                          | 4.529                          | 2.352                          | 2.177                          | –                              | 108,04                         |
| 16.74.02.1003  | Prabumulih Timur       | Karang Raja         | 1,14                           | 9.844                          | 4.975                          | 4.869                          | 10.180                         | 5.161                          | 5.019                          | 8.929,8                        | 102,83                         |
| 16.74.02.1004  | Prabumulih Timur       | Tugu Kecil          | 0,49                           | 3.449                          | 1.725                          | 1.724                          | 3.485                          | 1.739                          | 1.746                          | 7.112,2                        | 99,60                          |
| 16.74.02.1005  | Prabumulih Timur       | Prabu Jaya          | 2,89                           | 12.619                         | 6.329                          | 6.290                          | 12.975                         | 6.486                          | 6.489                          | 4.489,6                        | 99,95                          |
| 16.74.02.1006  | Prabumulih Timur       | Muara Dua           | 11,29                          | 13.111                         | 6.626                          | 6.485                          | 13.887                         | 7.032                          | 6.855                          | 1.230,0                        | 102,58                         |
| 16.74.02.1007  | Prabumulih Timur       | Gunung Ibul         | 11,03                          | 24.318                         | 12.110                         | 12.208                         | 24.979                         | 12.450                         | 12.529                         | 2.264,6                        | 99,37                          |
| 16.74.02.1008  | Prabumulih Timur       | Gunung Ibul Barat   | 2,11                           | 6.715                          | 3.403                          | 3.312                          | 6.773                          | 3.418                          | 3.355                          | 3.210,0                        | 101,88                         |
| 16.74.02.1009  | Prabumulih Timur       | Sukajadi            | 4,23                           | 8.771                          | 4.469                          | 4.302                          | 9.060                          | 4.606                          | 4.454                          | 2.141,8                        | 103,41                         |
| 16.74.02.1010  | Prabumulih Timur       | Karang Jaya         | 32,79                          | 4.221                          | 2.116                          | 2.105                          | 4.370                          | 2.199                          | 2.171                          | 133,3                          | 101,29                         |
| 16.74.03.1001  | Cambai                 | Cambai              | 11,85                          | 5.285                          | 2.630                          | 2.655                          | 5.542                          | 2.787                          | 2.755                          | 467,7                          | 101,16                         |
| 16.74.03.1002  | Cambai                 | Sindur              |                                | 2.625                          | 1.304                          | 1.321                          | 2.719                          | 1.355                          | 1.364                          | –                              | 99,34                          |
| 16.74.03.1005  | Cambai                 | Sungai Medang       |                                | 5.587                          | 2.861                          | 2.726                          | 5.790                          | 2.984                          | 2.806                          | –                              | 106,34                         |
| 16.74.04.1001  | Rambang Kapak Tengah00 | Tanjung Rambang00   | keine Daten verfügbar          | keine Daten verfügbar          | keine Daten verfügbar          | keine Daten verfügbar          | keine Daten verfügbar          | keine Daten verfügbar          | keine Daten verfügbar          | keine Daten verfügbar          | keine Daten verfügbar          |
| 16.74.05.1001  | Prabumulih Utara       | Pasar Prabumulih I  | 0,20                           | 2.722                          | 1.375                          | 1.347                          | 2.752                          | 1.404                          | 1.348                          | 13.760,0                       | 104,15                         |
| 16.74.05.1002  | Prabumulih Utara       | Pasar Prabumulih Ii | 0,45                           | 5.473                          | 2.766                          | 2.707                          | 5.467                          | 2.779                          | 2.688                          | 12.148,9                       | 103,39                         |
| 16.74.05.1003  | Prabumulih Utara       | Wonosari            | 1,24                           | 11.196                         | 5.532                          | 5.664                          | 11.378                         | 5.648                          | 5.730                          | 9.175,8                        | 98,57                          |
| 16.74.05.1004  | Prabumulih Utara       | Mangga Besar        | 0,60                           | 8.372                          | 4.162                          | 4.210                          | 8.530                          | 4.238                          | 4.292                          | 14.216,7                       | 98,74                          |
| 16.74.05.1005  | Prabumulih Utara       | Anak Petai          | 12,60                          | 4.800                          | 2.417                          | 2.383                          | 4.929                          | 2.491                          | 2.438                          | 391,2                          | 102,17                         |
| 16.74.06.1001  | Prabumulih Selatan     | Majasari            | 2,11                           | 7.546                          | 3.798                          | 3.748                          | 7.634                          | 3.859                          | 3.775                          | 3.618,0                        | 102,23                         |
| 16.74.06.1002  | Prabumulih Selatan     | Tanjung Raman       | 16,70                          | 6.091                          | 3.053                          | 3.038                          | 6.269                          | 3.147                          | 3.122                          | 375,4                          | 100,80                         |
| 16.74.06.1003  | Prabumulih Selatan     | Suka Raja           | 18,17                          | 6.938                          | 3.520                          | 3.418                          | 7.114                          | 3.615                          | 3.499                          | 391,5                          | 103,32                         |